# Ocellularia vezdana
Ocellularia vezdana är en lavart som beskrevs av Andreas Frisch. 
Ocellularia vezdana ingår i släktet Ocellularia och familjen Graphidaceae. Inga underarter finns listade i Catalogue of Life.